# سوق التنين
سوق التنين هو مجموعة من مركزي تسوق متجاورين في مدينة دبي العالمية، إحدى ضواحي دبي، بالإمارات العربية المتحدة. يبلغ طول سوق التنين 1.2 كم وهو «أكبر مركز تجارة تجزئة صيني خارج بر الصين الرئيسي». وهو يضم أكبر تجمع للشركات الصينية في الإمارات.

## نظرة عامة
هناك مركزان تجاريان لسوق التنين يحتلان مبنيين منفصلين متجاورين. تُنظم متاجر سوق التنين 1 الأصلي في أقسام مختلفة لكل نوع من أنواع الأسواق، مثل الأثاث والمنسوجات والأدوات المنزلية ومعدات الإضاءة والرياضة والملابس وما إلى ذلك. أما سوق التنين 2 الأحدث فهو يشبه مركزاً تجارياً تقليدياً يحتوي على أربعة أقسام تشمل البضائع العامة ومواد البناء والأجهزة المنزلية والمعدات والآلات. يقع سوق التنين جنوب شارع العوير (إ 44) وشرق شارع الشيخ محمد بن زايد (إ 311)، شمال الكتلة الصينية، وهي منطقة تقع في مدينة دبي العالمية.

## سوق التنين 1
كان المركز التجاري الأصلي، لشراء المنتجات الصينية بالجملة، هو الأول الذي طورته شركة تشينامكس [الإنجليزية] كمشروع رئيسي في توسيع العلاقات الصينية في دول الخليج العربي. سوق التنين الأصلي 1 مستوحى من مدينة بكين المحرمة، بالصين، لذا يغطي مساحة 240.000 م² مع مواقف سيارات تتسع لنحو 2000 سيارة، ويرجع تاريخ إنشائه إلى 2004. طورت شركة نخيل العقارية سوق التنين من بالتعاون مع تشينامكس.

## سوق التنين 2
دفع النجاح التجاري الذي حققه مركز التسوق الأصلي إلى إنشاء مركز تسوق ثان، سوق التنين 2، بجوار مركز سوق التنين 1، على مساحة 175.000 م² مع 4500 من أماكن وقوف السيارات. انتهى المشروع في ديسمبر 2015. افتتح صاحب السمو الشيخ محمد بن راشد آل مكتوم المركز التجاري في 9 فبراير 2016. يحتوي سوق التنين 2 على مجمع نوفو للسينما مع 12 شاشة عرض وسوبر ماركت نستو. كذلك توجد قاعات طعام في كلا المركزين التجاريين.

## معرض الصور

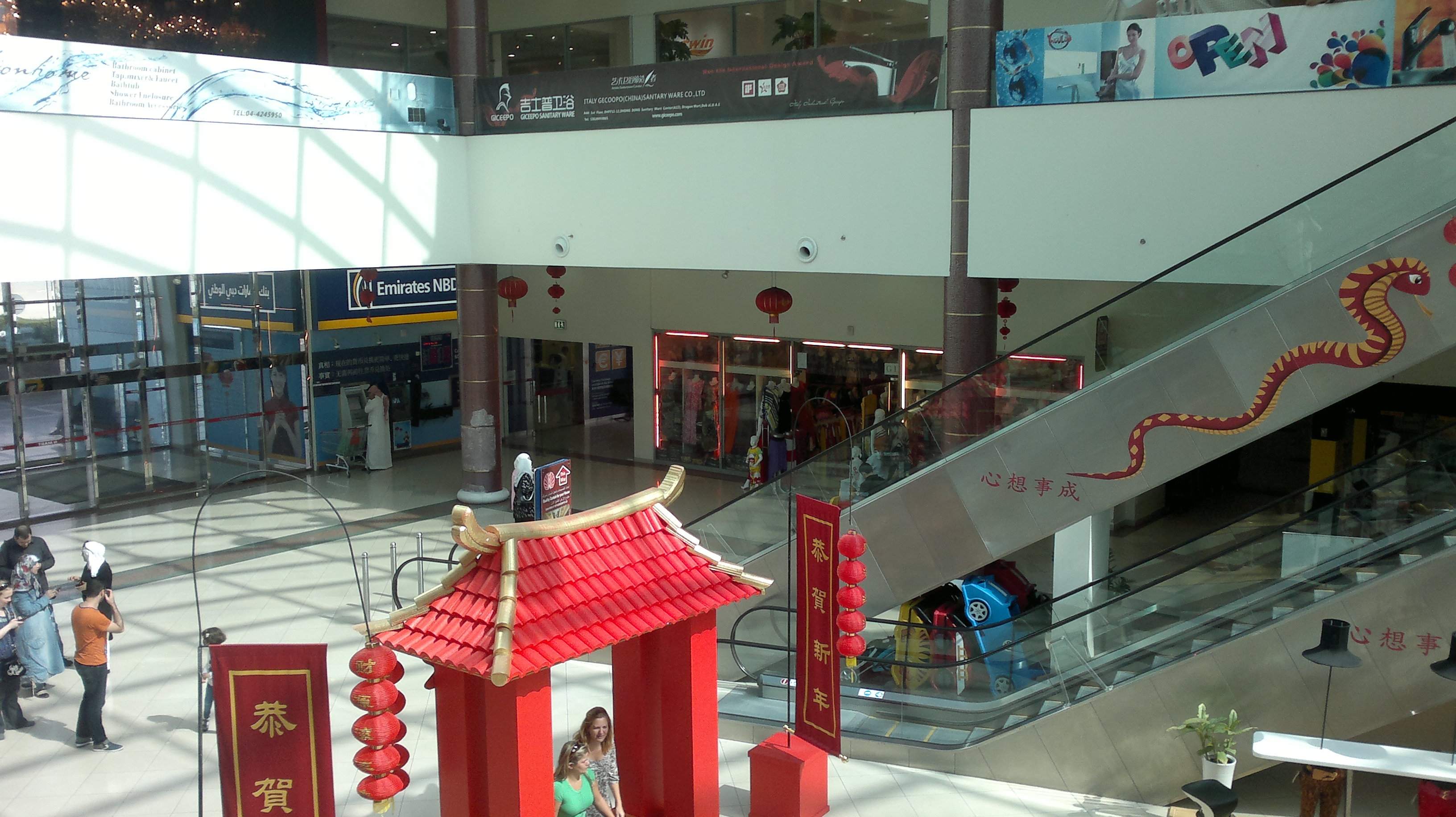
المركز من الداخل
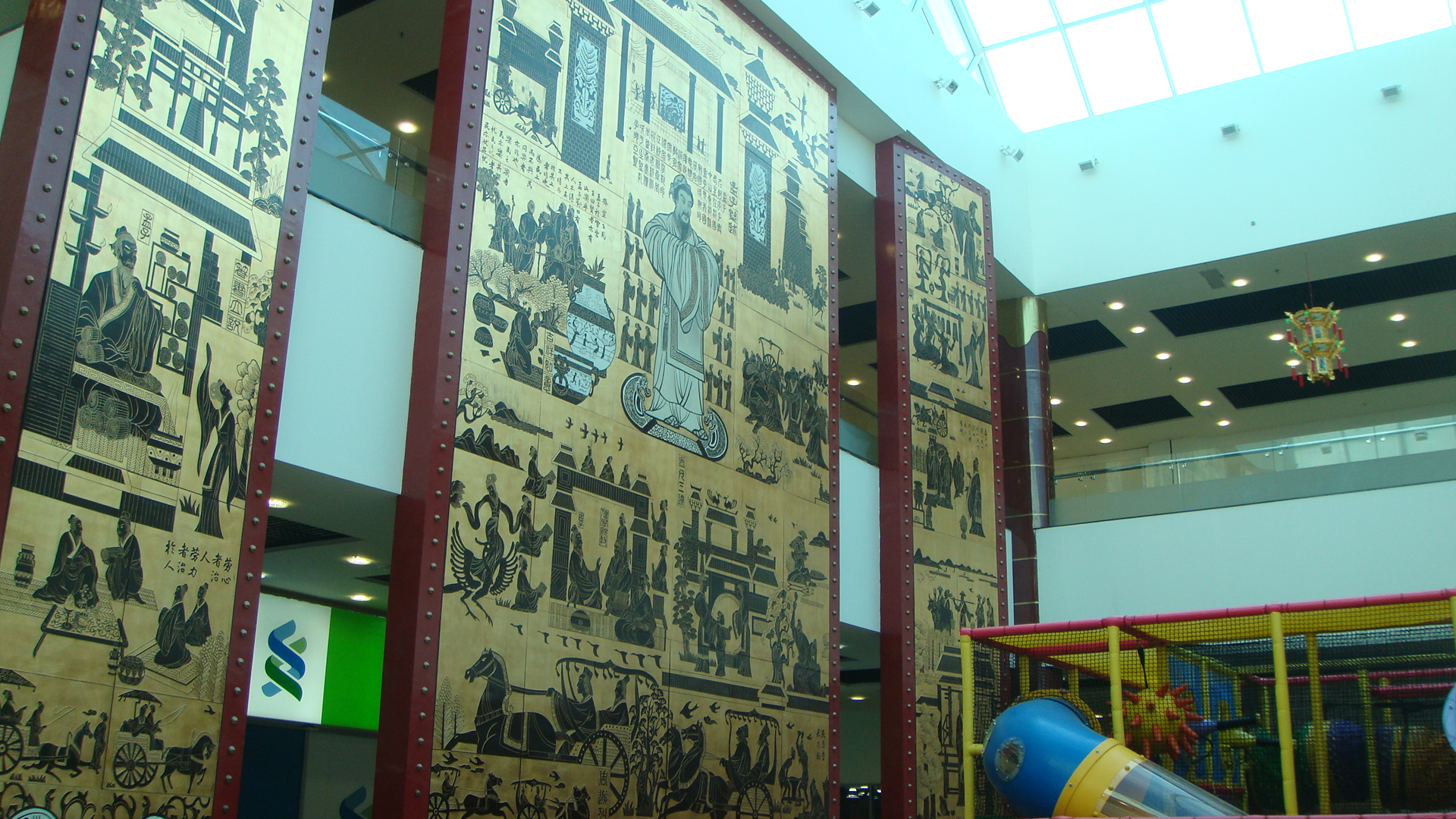
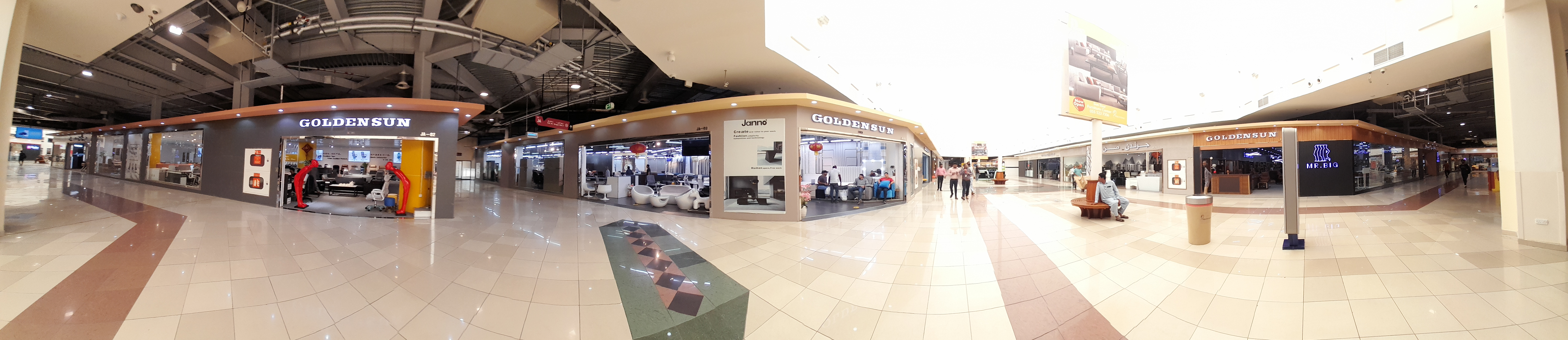

## وصلات خارجية
- الموقع الرسمي
- جولة سياحية في سوق التنين 1 و2 على يوتيوب